# Juraj Fojtík
Juraj Fojtík (Felsőszeli, 1925. április 15. – Nyitra, 1982. január 3.) szlovák történész, levéltáros.

## Élete
1944-ben érettségizett a Trencséni Állami Gimnáziumban. Trencsénben, Morvamogyoródon, és 1947-1950 között Felsőszúcson tanított.
Felesége Anna Bizoňová (1924-2009), lánya Terézia Féderová (1957) levéltáros.

## Művei
- 1966 Poľnohospodársky a lesnícky spolok Trenčianskej župy. Agrikultúra 5, 107–129.
- 1972 Illésházy - Trenčín : Korešpondencia 1570-1689. Bratislava.
- 1974 Mestské a obecné pečate Trenčianskej župy. Bratislava.
- 1977 Rodový archív Illésházy Trenčín. Slovenská archivistika 1/1977
- 1978 Nitra (tsz.)
- 1993 Dubnica ako obec trenčianskeho panstva v rokoch 1527-1848. In: Dubnica nad Váhom. Bratislava, 31-45.